# Бандурка, Александр Маркович
Алекса́ндр Ма́ркович Банду́рка (укр. Олександр Маркович Бандурка; род. 24 апреля 1937, село Калиновка, Городищенский район, Киевская область, Украинская ССР, СССР) — советский и украинский деятель правоохранительных органов, государственный деятель и учёный в области гуманитарных наук. Почётный гражданин Харькова (2003), заслуженный юрист Украины (1993) и полный кавалер ордена «За заслуги». Генерал-полковник милиции (1999).
Получил три высших образования. С конца 1950-х годов работал в правоохранительных органах, с середины 1980-х до середины 1990-х годов был начальником Управления вневедомственной охраны МВД Украинской ССР и Управления МВД по Харьковской области. С 1990 по 2006 год народный депутат Верховной рады Украины I, II, III и IV созывов, .
С 1992 года по совместительству работал в Харьковском национальном университете (до 1994 года — институт) внутренних дел, где занимал должности ректора, председателя наблюдательного совета и профессора на нескольких кафедрах. Доктор юридических наук (1996), профессор по кафедре административного права и административной деятельности органов внутренних дел (1995) и академик Национальной академии правовых наук Украины (2000). Научно-педагогическая деятельность Бандурки вызывает как положительные, так и негативные отзывы со стороны учёных-правоведов. По разным данным, под его руководством или при его консультировании было защищено более 200—300 диссертаций. При этом некоторые учёные, у которых он выступал консультантом, были уличены в плагиате.

## Биография

### Молодость и работа в МВД
Александр Маркович Бандурка принадлежит к старому казацкому роду, первый известный представитель которого, Калиновий Бандурка, упоминается в источниках в связи с событиями 1596 года. Предок Александра Марковича в седьмом поколении, куренной атаман Нечипор Бандурка, в составе казацких делегаций ездил в Москву в 1699—1700 годах. В 1711 году он поселился в селе Калиновка (ныне входит в состав Городищенского района Черкасской области Украины). Среди его внуков были известный бандурист Даниил Степанович Бандурка и гайдамацкий атаман Иван Никифорович Бандурка. Правнуком последнего был Сила Якимович Бандурка, участник Первой мировой войны. После ранения он отправился на лечение в Киев, где его воинскую часть переформировали в народную милицию, в 1917 году участвовал во Всеукраинском съезде вольного казачества в Чигирине, после установления советской власти в 1918 году служил в красной милиции. Когда Центральные державы оккупировали Украину, Сила Якимович вернулся в село Калиновку, где жила его семья. В этом же селе 24 апреля 1937 года в семье сына Силы Якимовича, работника железной дороги Марка (1907—1985) и его жены Марии Константиновны (1904—1990) родился Александр Бандурка. Детство Александра прошло в военные годы. По словам А. Н. Ярмыша, благодаря этому у него сформировались такие черты характера как «воля, умение преодолевать препятствия и трудности, неудержимое стремления к новым знаниям». Дважды выполнил нормативы мастера спорта СССР по тяжёлой атлетике и по шахматам, также занимался вольной и классической борьбой.
В 1944 году начал учиться в местной неполной средней школе, но потом перевёлся в среднюю школу села Балаклея Смелянского района, которая находилась в шестнадцати километрах от его дома. В 1954 году он окончил школу и поступил в Харьковский юридический институт, но уже в следующем году перевёлся в Харьковский инженерно-экономический институт, где учился на учётно-экономическом факультете. В 1958 году окончил вуз и получил специальность «бухгалтер-экономист». Был распределён на Днепродзержинский металлургический завод им. Ф. Э. Дзержинского (ныне — Днепровский металлургический комбинат). Начиная с февраля следующего года Бандурка работал в системе органов МВД Украинской ССР. В 1962 году он возглавил Широковское районное отделение милиции, став самым молодым начальником райотдела милиции в Украинской ССР.
Одновременно с работой в милиции он учился на заочном факультете Харьковского юридического института, который окончил в 1964 году. В том же году возглавил отделение милиции Никопольского исполнительного комитета. В 1968 году стал заместителем начальника управления уголовного розыска МВД Украинской ССР в Днепропетровской области, а спустя некоторое время возглавил это управление. В 1976 году он стал заместителем начальника Управления внутренних дел по Полтавской области, а с 1980 года занимал аналогичную должность в Житомирской области.
В 1980 (по другим данным — 1982) году, окончив московскую Академию МВД СССР, получил третье высшее образование. В 1983 году он начал работать в центральном аппарате МВД Украинской ССР, где возглавил Управление вневедомственной охраны. В ноябре следующего года Бандурка получил новое назначение на должность начальника Управления внутренних дел по Харьковской области. Будучи начальником УВД по Харьковской области, он начал заниматься педагогической работой, был членом и председателем экзаменационной комиссии, которая принимала государственные экзамены в Харьковском юридическом институте. В феврале 1985 года был избран народным депутатом Харьковского областного совета, а спустя месяц был включён в состав Харьковского областного исполнительного комитета.
Журналист Александр Помыткин в своей книге «Украиномафия» утверждает, что Александр Бандурка был фигурантом так называемого дела харьковских «бытовиков» в конце 1980-х годов. Сотрудники харьковского УВД В. П. Грищенко и Б. Петлевенный дали показания, в которых утверждали, что Александр Бандурка занимался преступной деятельностью на протяжении 1975—1987 годов. Однако расследование касательно Бандурки окончилось безрезультатно в связи с неожиданной смертью свидетелей. В. П. Грищенко умер от отравления, а Б. Петлевенный погиб в результате дорожно-транспортной аварии, которая случилась во время его поездки на встречу с судьёй.

### Деятельность в политике и высшем образовании

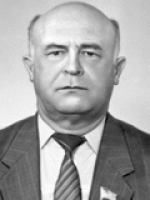
Народный депутат Верховной рады Украины I созыва

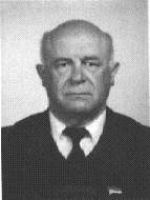
Народный депутат Верховной рады Украины II созыва

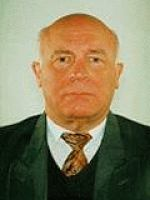
Народный депутат Верховной рады Украины III созыва

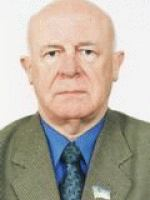
Народный депутат Верховной рады Украины IV созыва

На выборах в Верховный Совет Украинской ССР XII созыва (с 2000 года этот созыв называется I созывом Верховной рады Украины) 1990 года Александр Бандурка, будучи членом КПСС, баллотировался по 388-му Дергачевскому округу. Он не смог победить в первом туре, но прошёл во второй тур выборов, который состоялся 18 марта 1990 года. В этом туре он получил 36 722 голоса (53,72 %) «за» и 30 248 голосов «против». 15 мая того же года Бандурка принял присягу народного депутата. В Верховной раде он вошёл в состав комитета по вопросам правопорядка и борьбы с преступностью. 13 июля 1990 года депутат Вячеслав Черновол публично обвинил Александра Бандурку в разжигании межнациональной розни, во время обсуждения вопроса об украинском гражданстве.
Во время августовского путча, будучи начальником Харьковского областного УВД, он, по своим собственным воспоминаниям, не подчинился приказам министра внутренних дел СССР Бориса Пуго, а координировал все действия с тогдашним председателем Верховного Совета Украинской ССР Леонидом Кравчуком. В период его работы в этом созыве Верховной рады среди законодательных актов, в работе над которыми он участвовал, были: Декларация о государственном суверенитете Украины (1990) и Акт провозглашения независимости Украины (1991).

Каждую неделю! Именно каждую неделю, а не за год — что теперь и не снилось нынешним народным избранникам, он, как народный депутат, принимал до 100 посетителей, беря с собой руководителей разный ветвей власти — тех, которые могли реально решать неотложные проблемы: начальника милиции, руководителей медицины, образования, зооветеринарной службы, советов и хозяйственников разных уровней. И сразу же — вопросы решались позитивно — кому ограду починить, кому — крышу, кому помочь устроить ребёнка в детсад и т. д. — кажется, что в масштабах государства проблемы маленькие. Но для бабушки крыша — это жизнь, а с общей точки зрения забота о простых гражданах — это и есть государственная политика— проректор и помощник ректора Харьковского национального университета внутренних дел Валерий Московец
В 1991 году получил специальное звание генерал-майор милиции. В следующем году он инициировал создание в Харькове на базе местной школы милиции Института внутренних дел, который спустя два года был преобразован в университет. После создания института Александр Маркович, продолжая оставаться народным депутатом и начальником УВД области, был назначен ректором этого вуза. После создания вуза помимо поста ректора занимал должность доцента кафедры организации деятельности органов внутренних дел, а спустя два года стал профессором этой же кафедры. Читал курс лекций по предмету «Управление в ОВД».
До 1994 году он продолжал оставаться начальником Управления МВД Украины по Харьковской области. На выборах в Верховную раду Украины XIII (с 2000 года этот созыв называется II созывом Верховной рады Украины) созыва в 1994 году Бандурка, который к тому времени стал беспартийным, баллотировался по 390-му Дергачёвскому избирательному округу. В первом туре, который состоялся 27 марта, он набрал 28 136 голосов, что составляло 44,5 % пришедших на выборы избирателей. По итогам первого, он вместе с Г. И. Варченко прошёл во второй тур, который состоялся 3 апреля. В этом туре Александр Маркович набрал 41 537 голосов избирателей (70,1 %) и вновь был избран депутатом Верховной рады Украины. 11 мая 1994 года началась его вторая каденция. Входил в состав комитета по вопросам законности и правопорядка. Был членом депутатской группы «Конституционный центр». Будучи народным депутатом Украины и ректором ХНУВС, участвовал в написании практически всех проектов Конституции Украины, в том числе, и того, который был принят.
В 1994 году в Украинской государственной юридической академии под научным руководством профессора Юрия Битяка выполнил и успешно защитил диссертацию на соискание учёной степени кандидата юридических наук по теме «Меры административного прекращения в деятельности милиции» (укр. «Заходи адміністративного припинення в діяльності міліції»). Его официальными оппонентами на защите этой работы были профессора Л. В. Коваль и А. О. Головко. В следующем (по другим данным в 1995) году ему было присвоено учёное звание профессора по кафедре административного права и административной деятельности органов внутренних дел, а ещё через год он защитил докторскую диссертацию по теме «Основы управления в органах внутренних дел Украины: теория, опыт, пути совершенствования» (укр. Основи діяльності органів внутрішніх справ України: теорія, досвід, шляхи удосконалення). Академик НАПрН Украины Александр Ярмыш называл докторскую работу Бандурки «итогом [его] многолетней научной и практической работы».

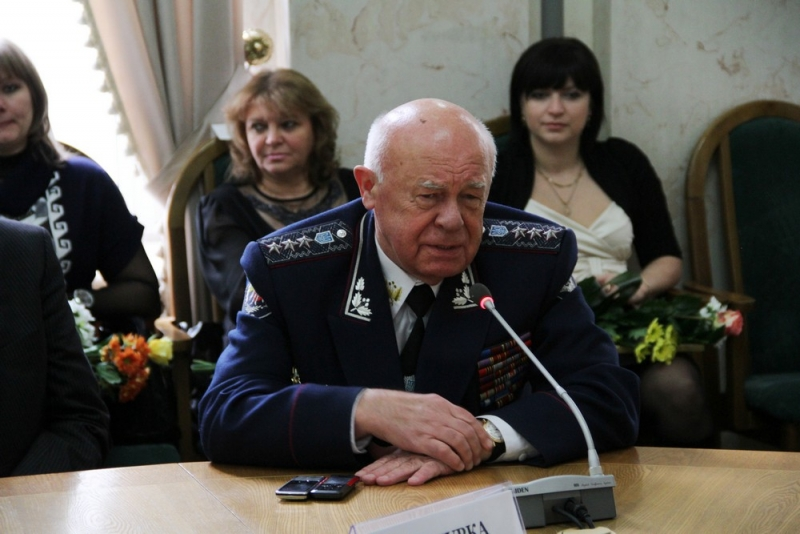
Александр Бандурка. Фото 14 декабря 2012 года

Бандурка также принял участие в выборах в Верховную раду Украины XIV (с 2000 года — III) созыва в 1998 году. Он выдвинул свою кандидатуру как мажоритарщик по Дергачевскому округу № 175. В результате голосования, которое прошло 29 марта, он набрал 36 327 голосов избирателей (34,93 %) и в третий раз был избран народным депутатом Украины. 12 мая 1998 года началась его третья каденция. Будучи беспартийным на момент своего избрания, он вошёл в состав фракции Народно-демократической партии. Работая в этом созыве, был включён в состав комитета Верховной рады по вопросам законодательного обеспечения правоохранительной деятельности.
В 1998 году случился конфликт Александра Бандурки с заменившим его на должности начальника Управления МВД Украины по Харьковской области Виталием Музыкой. После того как Бандурка в одном интервью назвал Музыку, известного успешной борьбой с бандитизмом в Харькове, своим учеником, последний заявил что ничего хорошего у Бандурки он не научился. Также Музыка дал несколько интервью, где намекал о коррупции и злоупотреблениях своего предшественника. Вскоре от Министерства внутренних дел в Харьков приехала комиссия, которая выявила у Музыки «недостатки в работе с личным составом», в результате чего он был отправлен в отставку. Журналист Александр Помыткин, хотя и называл решение комиссии верным, считал реальной причиной отставки Музыки его конфликт с Бандуркой и близкие отношения последнего с тогдашним министром внутренних дел — Юрием Кравченком.
В 1999 году получил специальное звание генерал-полковника милиции, а в следующем году был избран действительным членом Академии правовых наук Украины (с 2010 года — Национальной).
В 2002 году Бандурка был в очередной раз избран депутатом Верховной рады Украины IV созыва по мажоритарному избирательному округу № 175 от Харьковской области. За период своей каденции семь раз менял фракции, сначала вошёл во фракцию «Единая Украина», из которой вышел спустя месяц после начала каденции — в июне 2002 года, вошёл во фракцию Народно-демократической партии, спустя ещё четыре месяца вышел и из этой фракции, и начиная с октября 2002 по январь 2005 года был членом фракций «Демократическая инициатива» и «Демократическая инициатива. Народовластие», в январе 2001 года он перешёл во фракцию партии «Единая Украина», и наконец с мая 2005 года и до конца своей каденции (31 мая 2006 года) состоял во фракции Народной партии. В этом созыве он так же, как и в предыдущих, работал в комитете по вопросам законодательного обеспечения правоохранительной деятельности, где занимал должность заместителя главы комитета. Также был членом трёх временных следственных комиссий Верховной рады Украины, в том числе тех, которые занимались расследованием отравления Виктора Ющенко и расследованием «кассетного скандала».
Продолжал возглавлять Харьковский национальный университет внутренних дел вплоть до 2003 года, а затем занял должности президента этого вуза и председателя его наблюдательного совета. Во время выборов Президента Украины 2004 года поддерживал Виктора Януковича, и стал его доверенным лицом в избирательном округе № 178. После первого тура выборов, в котором Янукович уступил Ющенко, сын Бандурки Александр перешёл на сторону последнего. Тогдашний председатель Харьковской облгосадминистрации Евгений Кушнарёв, говоря о таких действиях Бандурки-младшего упомянул и Бандурку-старшего:

У них же нос, как флюгер, с папой. Тогда повеяло победой Януковича. Он сделал мне следующее предложение: у меня есть брат — он говорит — он занимается бизнесом. Вот говорит, есть такое предложение деловое. Надо забрать у Шевчука два спиртзавода — это ещё один депутат облсовета — Дублянский и Ивашковский — и объединить их с нашим заводом ликеро-водочным в Люботине. И будем траву косить. Я его выгнал из кабинета. Наверное, сильно толкнул, потому что он аж в тот лагерь улетел.— Евгений Кушнарёв

### После Верховной Рады
Будучи членом политической силы «Народная партия», на парламентских выборах 2006 года, которые проходили по пропорциональной избирательной системе, Александр Маркович баллотировался по списку Народного блока Литвина, в котором занял 51-е место. Однако по итогам голосования он не был в пятый раз избран народным депутатом Украины. В августе 2006 года он возглавил Киевский международный университет, в следующем году занял должность советника-наставника в этом же учебном заведении. В тот же период возглавлял Научно-консультационный совет при комитете по вопросам законодательного обеспечения правоохранительной деятельности Верховной Рады Украины.

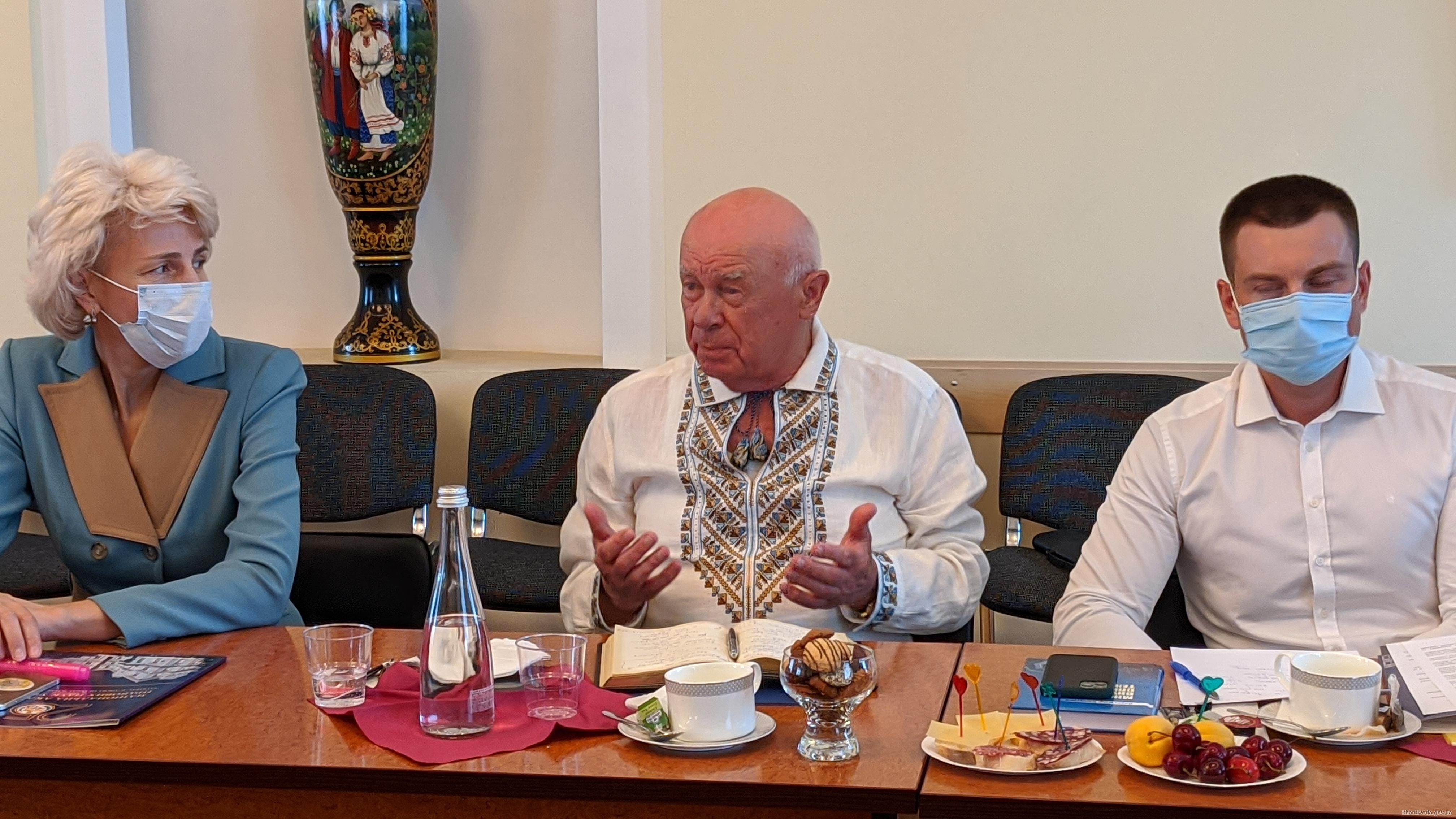
Александр Бандурка во время встречи с другими участниками создания Конституции Украины. Фото 28 июня 2020 года

На местных выборах 2010 года Александр Маркович баллотировался в Харьковский областной совет от Дергачевского района. По итогам выборов он был избран депутатом Харьковского областного совета VI созыва, где возглавил постоянную комиссию по правовым вопросам, регуляторной политике, законности, общественного порядка, борьбы с коррупцией и преступностью. В начале 2011 года был избран членом Партии регионов, и получил партийный билет из рук председателя Харьковской областной государственной администрации Михаила Добкина.
В апреле 2010 года стал исполняющим обязанности ректора Харьковского национального университета внутренних дел, а спустя три месяца был утверждён в этой должности. Возглавлял вуз на протяжении двух последующих лет, а затем стал советником ректора. В мае 2012 года Указом Президента Украины Виктора Януковича был включён в состав Конституционной Ассамблеи Украины, а через месяц был распределён в комиссию по вопросам правоохранительной деятельности этой Ассамблеи.
По состоянию на 2020 год работал профессором на кафедре теории и истории государства и права в этом же вузе. Доцент университета Максим Владимиров отмечал, что харьковчане часто называют вуз просто «Бандуркой» и поэтому считал, что название Харьковский национальный университет внутренних дел имени Александра Марковича Бандурки уже долгое время ждёт своего часа.

## Общественная деятельность
В 1992 году он был избран академиком общественной организации «Академия инженерных наук Украины», а спустя четыре года стал действительным членом другой общественной организации «Международная инженерная академия». Также был избран академиком ещё одной общественной организации «Международная кадровая академия». Участвовал в создании общественной организации «Криминологическая ассоциация Украины» (1998). После создания этой организации был включён в состав её правления, стал её вице-президентом, а по состоянию на 2021 год был её президентом. Возглавлял Ассоциацию руководителей вузов МВД стран-участниц СНГ и Совет ректоров учебных заведений МВД Украины.
Был членом исполнительного комитета Союза юристов Украины. Также входил в такие профессиональные объединения как Национальный союз писателей Украины, Национальный союз журналистов Украины и Союз писателей России, Союз офицеров Украины. Возглавлял Западно-региональную ассоциацию клубов ЮНЕСКО. Входил в состав коллегии Харьковской областной государственной администрации.
В 1984—1995 годах возглавлял харьковский областной совет спортобщества «Динамо», в 1988 году председатель Комитета по физической культуре и спорту Харьковского облисполкома Виталий Зуб отметил, что Бандурка занимался активной работой по развитию хоккея в области и внёс большой личный вклад в выступление команды мастеров «Динамо» в сезоне 1987/1988. В 1992 году журналист Юрий Грот опубликовал в харьковской газете статью «Как хорошо быть генералом», где подверг критике деятельность Александра Бандурки на посту главы регионального отдела спортобщества. Журналист отмечал, что стадион «Динамо» превратился в «жалкую развалину», а его центральное ядро и большой спортзал были отданы в долгосрочную аренду коммерческой структуре. От стадиона была отчуждена часть территории, на которой строились гаражи для областного управления МВД. Хоккейная команда «Динамо» была расформирована, часть тренерского состава была уволена, а спортивные раздевалки были, за большую сумму, переоборудованы в кафе, которое к тому же пустовало. В конце статьи журналист предположил, что лица в руководстве спортобщества «не умеют руководить, грамотно хозяйствовать, не созданы, как говориться, для этого» и задавался вопросом что они более любят «спорт или свои спортивные должности?» После публикации статьи Юрию Гроту стали поступать угрозы от неизвестных лиц, в том числе обещали «переломать ноги». Журналист считал, что угрозы поступали напрямую от Александра Бандурки.
В монографии «История физической культуры и спорта на Харьковщине», которую Грот написал в соавторстве с ректором Харьковской государственной академии физической культуры Николаем Олейником, деятельность Бандурки в роли спортивного функционера, также была подвергнута критике. Авторы ставили руководителем харьковского спортобщества Динамо, которыми были А. Бандурка и Н. Шошин, то, что они «целенаправленно выживали из своей организации непокорных тренеров». Как пример такой политики они называли переезд из Харькова супружеской пары тренеров по плаванью Александра и Нины Кожух. В вину Бандурке ставилось и то, что он в конце 1980-х годов инициировал передачу конькобежных дорожек стадиона «Динамо» под застройку гаражами, из-за чего харьковские конькобежцы утратили свои лидирующие позиции в республиканских рейтингах. Также соавтора отмечали, что спортивная база в Лозовеньках, на которой готовились победители республиканских соревнований по воднолыжному спорту, стала «частной вотчиной» генерала.
В 2001 году по инициативе Александра Бандурки и Александра Ярмыша был создан мини-футбольный клуб «Александр», который получил своё название в честь носителей имени Александр, которые принимали участие в создании команды (кроме Бандурки и Ярмыша так звали ещё тренера команды и члена инициативной группы) и функционировал в ХНУВДе. После ухода Бандурки, а затем и Ярмыша с должности ректора вуза клуб начал распадаться, но после возвращения Бандурки в вуз в 2010 году началось его возрождение.
Александр Бандурка оказывает «действенную поддержку и финансовую помощь» харьковским общественным организациям «в деле возрождения народных культурных традиций», так он способствовал открытию в городе памятных знаков Украинской повстанческой армии и репрессированным кобзарям, бандуристам, лирникам, также с его помощью было опубликовано первое полное издание учебника игры на бандуре харьковского типа за авторством Гната Хоткевича, который был запрещён к печати после расстрела автора в 1938 году. Бандурка был инициатором создания памятника поэту Тарасу Шевченко в городе Дергачи Харьковской области, он же был главой правления Дергачёвского районного благотворительного фонда социального развития, который и профинансировал сооружение памятника.
Кроме написания научных и научно-популярных книг, Александр Бандурка пишет художественные книги. По мнению литературного критика Владимира Брюггена, наибольшим литературным успехом Бандурки является его «семейная сага» — трилогия рассказывающая в историческом и современном аспектах об украинском селе и его жителях. В данной трилогии показаны «неугасимая любовь и уважение к своим родовым корням». Критик Геннадий Буйдин указывал, что Бандурка в трилогии сознательно «избегает» описания трудностей и катастроф, которые затронули украинское село. Таким образом она представляет собой «счастливый сон» детства и юности Бандурки, который, по мнению критика, подобен сну Обломова, героя одноимённого романа русского писателя Ивана Гончарова. После смерти своего отца, Марка Силовича, Александр Бандурка издал книгу его стихов. В 2012 году Геннадий Буйдин написал книгу о А. М. Бандурке «История, запечатленная в судьбе: Александр Маркович Бандурка — Судьба. Творчество. Личность», которая была представлена в доме Национального союза писателей Украины в Харьковской области. Сам Буйдин признавался, что работая над книгой он опирался на автобиографическую трилогию Бандурки.
Будучи ректором ХНУВД, Александр Бандурка уделял большое внимание студенческой самодеятельности. При его поддержке была создана университетская команда КВН «Харьковские менты», которая провела три сезона в Высшей лиге КВН. Позже, на территории университета был снят комедийный телесериал «Милицейская академия» (рабочее название «Разрешите войти»), в котором снимались как бывшие члены команды КВН, так и приглашённые актёры, в том числе Виктор Андриенко и Владимир Зеленский. Александр Бандурка считал, что сериал является хорошей рекламой вузу, поэтому оказывал поддержку съёмкам, допуская, даже, нарушения устава. Также он занимался корректированием сценария сериала, а его внучка снялась в эпизодической роли.
Александр Бандурка является фундатором Храма Святого духа Православной церкви Украины в Харькове и принимает участие в жизни общины.
Согласно информации, приведённой Помыткиным, Александр Бандурка ещё в советское время стал миллионером благодаря нелегальной предпринимательской деятельности. В независимой Украине Бандурка, в результате приватизации, стал владельцем нескольких предприятий, в том числе и спиртзаводов. По утверждению Помыткина, Бандурка имел отношение к производству в Харькове так называемой «палёной водки» с использованием технического спирта.

## Работа по подготовке учёных
Первая кандидатская диссертация под научным руководством Бандурки была защищена в 1994 году Д. В. Аннопольским по теме «Автоматизированные системы оперативно-диспетчерского управления ликвидации последствий аварий на химических предприятиях». По состоянию на 1998 год он был научным руководителем у трёх кандидатов и научным консультантом одного доктора наук. В 2004 году это число выросло до 15 кандидатов и 6 докторов наук. В 2014 году, доктор исторических наук Е. В. Астахова писала, что Бандурка был научным руководителем в 53 докторских и более 100 кандидатских диссертациях. К 2020 году Александр Маркович стал научным консультантом у 86 докторов наук и научным руководителем у 118 кандидатов наук. При этом на сайте Харьковского национального университета внутренних дел сказано, что он был научным руководителем 105 докторских и 216 кандидатских диссертаций. После того, как Бандурка во второй раз возглавил Харьковский национальный университет внутренних дел, в вузе популярной стала шутка — «Работники университета, которые не являются кандидатами наук, боятся ходить по университету. Причина в том, что их отлавливает А. М. Бандурка и заставляет на протяжении 1—3 месяцев писать кандидатские диссертации. А кандидаты наук — из-за того, что Бандурка, поймав их, ставит задачу подготовить докторскую „диссертацию“ на протяжении 4—6 месяцев».
Бандурка был научным руководителем либо консультантом у соискателей учёных степеней, которые защищали диссертации по ряду юридических специальностей, в том числе: «административное право», «гражданское право», «история политических учений», «криминалистика», «криминология», «уголовный процесс». При этом сам Бандурка защитил свою диссертацию по специальности «административное право», а потому не был достаточно квалифицирован для осуществления научного руководства либо работы консультантом у соискателей учёных степеней по другим специальностям.
Один из учеников Бандурки — профессор Алексей Литвинов, отмечал, что ряд учеников Александра Марковича сформировали собственные научные школы, а сам Бандурка своей оригинальной авторской концепцией создал в Харькове новаторскую научную криминологическую школу, а отдельные качества её представителей, такие как креативность, навыки и профессиональные знания будут пользоваться спросом «во всех сферах жизни общества». Также он отмечал, что А. М. Бандурка формирует у своих учеников-криминологов «активно-творческую позицию» и содействует развитию воображения у начинающих учёных.
По состоянию на 2020 год Александр Маркович входил в состав двух специализированных учёных советов в Харьковском университете внутренних дел.

### Критика
Из-за ограничения по максимальному количеству диссертаций, которые могли быть защищены за год в одном учёном совете, Бандурка отправлял своих учеников защищать диссертации в учёные советы других вузов системы МВД Украины, в то время как соискатели из этих вузов отодвигались в очереди на следующие годы.
В своей монографии «Проблемы борьбы с „теневой наукой“ в современном правоведении Украины» академик В. С. Зеленецкий проанализировал докторские диссертации учеников Бандурки: С. В. Слинько и В. М. Тертышника. В докторской диссертации Тертишника Зеленецкий обнаружил 67 страниц плагиата из монографии В. Г. Уварова. В. С. Зеленецкий оценивал деятельность Бандурки по подготовке научных кадров как «злодеяния против науки», и назвал это «антинаучной деятельностью». В результате экспертизы, проведённой кандидатом юридических наук Г. К. Авдеевым, в диссертации Слинько было выявлено более 16 % заимствований (131 часть) из трёх монографий других авторов. К критике Бандурки и Слинько присоединился и доцент Л. Н. Лобойко, который обвинял их в «плагиате, фальсификациях и „проталкивании“ в ВАК макулатуры».
В 2016 году в диссертации ещё одного доктора юридических наук, у которого Бандурка был научным консультантом, В. Д. Швеца, также был выявлен плагиат, и он был лишён этой учёной степени. После этого А. М. Бандурка был на два года лишён возможности исполнять функции научного консультанта.

Тут важно подчеркнуть, что «удельный вес» «учёных» — учеников А. М. Бандурки является довольно значительным. Сейчас в государстве образовалась каста «верных» бандурковцев, которая состоит из сотен, если не тысяч, «учёных», которые ни за что не поддержат не только меня, но и любого, в борьбе с теневой «наукой». Потому что они либо непосредственно «из рук» А. М. Бандурки получили учёную степень, или же были причастны к присвоению незаконным способом учёных степеней другим лицам как официальные («коррупционные») оппоненты; члены специализированных учёных советов, где таким же способом раздают учёные степени; авторы отзывов на авторефераты «диссертаций».— Владимир Зеленецкий

## Научная деятельность
В круг научно-исследовательских интересов Бандурки входят ряд гуманитарных наук — государственное управление, история, педагогика, политология, психология, социология, философия, экономика и юриспруденция. Он также занимается изучением ряда юридических наук и проблем, таких как административное право, административный процесс, криминология, обеспечение законотворческой деятельности, оперативно-розыскная деятельность, социальная преступность, теория управления, уголовное право, уголовно-исполнительное право. Он основал и возглавил научную школу по изучению проблем в органах внутренних дел, которая получила известность, как на Украине, так и за её пределами, а в начале 2000-х годов была ведущей научной школой, функционирующей в Харьковском национальном университете внутренних дел.

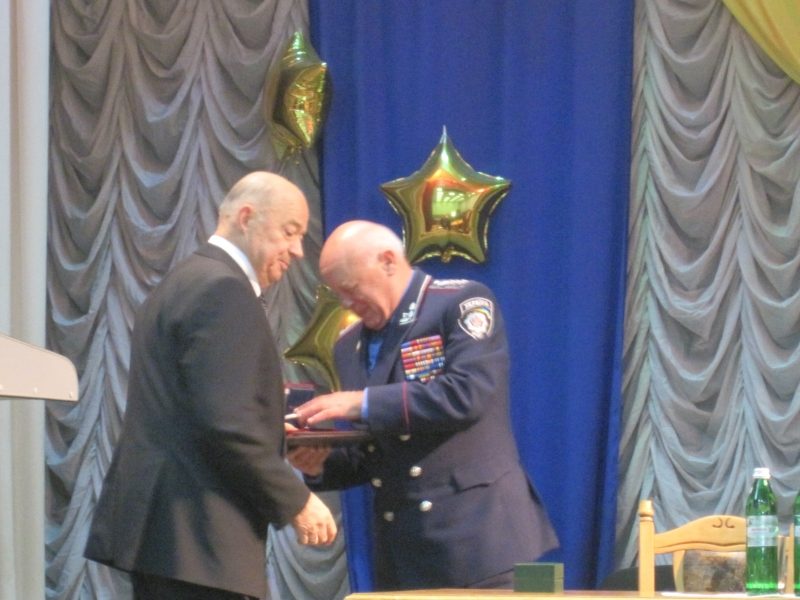
Президент НАПрН Украины Василий Таций и Александр Бандурка. Фото 24 октября 2012 года

Ещё в 1997 году Александр Ярмыш отмечал, что научная деятельность Бандурки оценивается неоднозначно, а некоторые такие отзывы противоречат друг другу. В одном из своих интервью Александр Маркович отметил, что пишет книги очень быстро, и ежегодно составляет список работ, которые он должен издать за год. В качестве примеров он привёл свою книгу «Интерпол», которая была написана, по его словам, за 10 дней и свою докторскую диссертацию, которую он, якобы, написал за 12 дней. При этом он отметил, что темы и идеи для этих работ могут готовиться на протяжении не одного года. По собственному признанию Бандурки он планировал издать 23 книги за 2003 год. Академик АПрН Украины Владимир Зеленецкий провёл исследование, благодаря которому выяснил, что за 2001 год Бандурка написал 7 учебников, 2 другого рода книг и 26 статей, в 2002 году — 7 учебников и 6 статей, тезисов и текстов выступлений и в 2003 году — ряд отдельных работ, среди которых было 16 монографий. Общее количество страниц в изданных в 2002 и 2003 годах трудах Бандурки было более 6000. Анализируя эти данные, Зеленецкий подверг сомнению достижения Бандурки. Он отмечал, что для написания такого количества научных трудов, которые в 2003 году издал Александр Бандурка, нужно не менее 20 лет работы. Как пример, он приводил других академиков АПрН Украины, ни один из которых не издавал больше трёх монографий менее чем за 3 года. При этом он отмечал, что на написание трёх монографий может уходить и 10 лет.
В 1999 году в своём университете Бандурка издал учебник «Курс логики», который был написан им в соавторстве с профессором Александром Тяглом. В 2002 году учебник был переиздан киевским издательством «Літера ЛТД» тиражом 5000 экземпляров. Профессор В. В. Шкода отмечал, что учебник ориентирован на студентов правоохранительной специальности и его основой является «идея о гипотетически-дедуктивном методе как общем руслом расследования и раскрытия преступлений». Также Шкода считал, что учебник «соответствует требованиям к учебной литературе университетского уровня, делает весомый вклад в создание общенаучного основания образования новой генерации украинских правоохранителей». О. В. Анпилогов отмечал, что в работе «Административный процесс» (2001), которую Бандурка написал в соавторстве с Н. М. Тищенко, впервые за период независимости Украины был изучен вопрос о статусе прокурора в административном процессе. А. Т. Комзюк и Г. В. Джакупов, придерживались мнения, что в этой работе соавторы «наиболее содержательно и полно» дали определение понятию «стадия производства». Профессор А. Г. Кальман отмечал вклад Бандурки в изучение проблем предупреждения экономических преступлений в Украине. В монографии «Преступность в Украине: причины и противодействие» (2003) написанной А. М. Бандуркой и Л. М. Давыденко, соавторы предложили использовать вместо термина «предотвращение преступности» термин «противодействие преступности». По их мнению, в своём широком значении понимание этих двух терминов является одинаковым. Однако другие учёные подвергли данное предложение критике, отметив, что данные термины тождественными не являются.
В изданной под редакцией А. М. Бандурки и В. В. Сокуренко «Большой украинской криминологической энциклопедии» А. М. Литвинов отмечал, что Александр Маркович является одним из основоположников криминологической доктрины. Литвинов относил к его заслугам систематизацию и структуризацию информации в вопросах природы и закономерности воспроизведения преступности и механизмов противодействия ей, а также обогащение науки новыми выводами в этих вопросах. Отдельно Литвинов говорил о роли Бандурки в разработке политической криминологии, обозначая, что увеличение научной активности в этой области криминологии началось именно после того как Александр Маркович издал ряд своих трудов по этой теме. Литвинов говорил, что в своих научных трудах Бандурка «выстраивает синергетику инновационных подходов к криминологическому анализу общества и преступности».

Благодаря глобальной постановке заданий и масштабности подходов к их решению можно с уверенностью констатировать тот факт, что его работы будут существенно влиять на дальнейшее развитие отечественной криминологической науки. Они заслуживают того, что быть представленными не только как литературные редкостные издания, а и приобретение статуса настольной книги правоохранителя. О значимости научных достижений Бандурки А. М. свидетельствуют не только значительные тиражи его работ, заоблачный индекс цитирования и целая плеяда учеников, многие из которых имеют собственные научные школы, но и популярность среди тех, кто изучает криминологию, правоведение, в целом, неизменный интерес профессионального научного сообщества.— А. М. Литвинов
Министр внутренних дел Украины Юрий Кравченко считал, что характерной чертой научно-исследовательской деятельности Александра Бандурки является «принципиальное отношение к решению теоретических проблем в неразрывной связи с практикой правоохранительной деятельности».

## Научные публикации
Александр Маркович начал публиковать работы в 1978 году. По состоянию на 1998 год был автором более чем 100 научных, учебно-методических и публицистических работ. В статье о А. М. Бандурке написанной для «Большой украинской юридической энциклопедии», которая была подписана к печати 20 октября 2020 года, Ю. П. Битяк называл его автором более 350 научных, учебно-методических трудов, публицистических и художественных произведений. В другой статье о нём, написанной А. Л. Литвиновым для «Большой украинской юридической энциклопедии», которая была подписана к печати 20 апреля 2021 года, указывалось, что Бандурка является автором более чем 550 научных, учебных, публицистических и художественных произведений, при этом уточнялось, что из них 132 — это монографии, учебники и пособия, а 400 — статьи.
Среди его работ, в которых Бандурка был автором либо соавтором, выделяют:
- «Організація службової та оперативно-розшукової діяльності в підрозділах органів внутрішніх справ по захисту економіки від злочинних зазіхань» (1993);
- «Оперативно-розшукова діяльність: правовий аналіз» (1994),
- «Оперативно-розшукова діяльність і легалізація її результатів у кримінальному судочинстві» (1994),
- «Вандализм» (1996);
- «Основи управління в органах внутрішніх справ України» (1996);
- «Конфліктологія» (1997);
- «Генерал милиции советует и предупреждает» (1998);
- «Психологія влади» (1998);
- «Слідчий — моя професія» (2000);
- «Україна на зламі тисячоліть» (2000);
- «Адміністративний процес» (2001);
- «Логіка» (2001);
- «Професійна етика працівника органів внутріншніх справ України» (2001);
- «Оперативно-розшукова діяльність» (2002);
- «Юридична деонтологія» (2002);
- «Адміністративна діяльність міліції: Підручник» (2003, 2004);
- «Деньги и кредит» (2003)
- «Інтерпол» (2003);
- «Преступность в Украине: причины и противодействие» (2003);
- «Юридическая психология» (2003, 2007);
- «Адміністративне право України» (2004);
- «Теорія і практика управління органами внутрішніх справ» (2004);
- «Міліція і населення: теорія і досвід партнерства» (2005);
- «Кримінологія» (2006);
- «Екстремальна юридична психологія в діяльності персоналу органів внутрішніх справ України» (2005);
- «Профессионализм и лидерство» (2006);
- «Психология толпы» (2006);
- «Тема преступности в литературе и искусстве» (2006);
- «Психология управления» (2007);
- «Безопасность детей» (2008);
- «Ваша безопасность» (2008);
- «Світ очима українця» (2008);
- «Криминология. Тексты XIX — начала XX века (история социологии преступности)» (2009);
- «Теорія і практика оперативно-розшукової діяльності» (2010);
- «Адміністративне право України: Загальна частина: Академічний курс» (2011);
- «Правовое регулирование иностранных инвестиций» (2011);
- «Податкове право» (2011);
- «Протидія злочинності та профілактика злочинів» (2011);
- «Преступность и творчество» (2011);
- «Професійна етика працівників міліції» (2011);
- «О власти и преступности …» (2012);
- «Основи управління в органах внутрішніх справ: навчальний посібник» (2011);
- «Поліція в Україні: історико-правове дослідження (поч. XVIII ст. — 1917 р.)» (2012);
- «Стратегія і тактика протидії злочинності» (2012);
- «Теорія і практика оперативно-розшукової діяльності» (2012);
- «Адміністративне право: Особлива частина: Академічний курс» (2013);
- «Правова доктрина України: у 5 т. Т. 2: Публічно-правова доктрина України» (2013 — укр., 2016 — англ.);
- «Психология руководителя» (2014);
- «Тисячоліття злочинності в Україні» (2015);
- «Власть толпы» (2017);
- «Политическая криминология» (2017);
- «Професійна етика поліцейського» (2017);
- «Управління органами національної поліції України» (2017);
- «Теорія держави і права» (2018);
- «Історія держави і права України (1991—2019 роки)» (2019);
- «Камо грядеши, Україно» (2019);
- «Злочинність і суспільство» (2020);
- «Правова наука України: сучасний стан, виклики та перспективи розвитку» (2021)

Кроме этого, он был членом и председателем редакционных советов в таких научных периодических изданиях как «Вестник криминологической ассоциации Украины», «Вестник Харьковского национального университета внутренних дел», «Віче», «Европейские перспективы», «Милиция Украины», «Наше право», «Право и безопасность», «Право UA», «Публичное право» и «Слобожанщина». Как член редколлегии и автор статей принимал участие в создании таких энциклопедических изданий как «Юридическая энциклопедия» в 6-и томах (1998—2004), 5-й том «Административное право» «Большой украинской юридической энциклопедии» (2020) и «Большая украинская криминологическая энциклопедия» в 2-х томах (2021).

## Награды

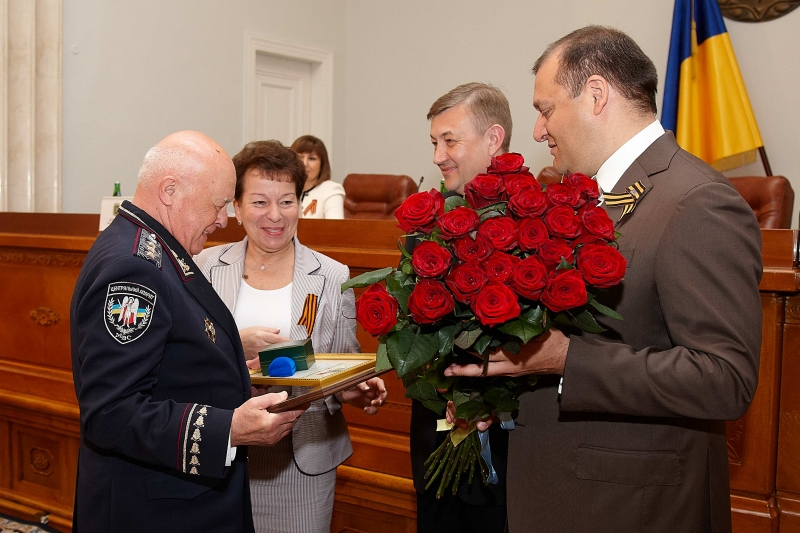
Михаил Добкин и Сергей Чернов вручают Александру Бандурке Почётную грамоту Харьковской областной государственной администрации и Харьковского областного совета, 2012 год

А. М. Бандурка был удостоен более чем сорока наград, среди которых:
- Нагрудный знак «Заслуженный работник МВД» (1978);
- Почётное звание «Заслуженный юрист Украины» (Указ Президента Украины № 365 от 20 августа 1993) — «за заслуги в усилении законности, борьбе с преступностью и высокое профессиональное мастерство»[103];
- Почётное звание «Заслуженный юрист Автономной республики Крым» (2001)[46];
- Орден князя Ярослава Мудрого IV степени (Указ Президента Украины № 549/2012 от 19 сентября 2012) — «за значительный личный вклад в социально-экономическое, научно-техническое и культурно-образовательное развитие Харьковской области, значительные трудовые достижения и высокое профессиональное мастерство»[104];
- Орден князя Ярослава Мудрого V степени (Указ Президента Украины № 1477/99 от 22 ноября 1999) — «за значительный личный вклад в подготовку специалистов для органов внутренних дел, высокий профессионализм»[105];
- Орден «За заслуги» I степени (2004);
- Орден «За заслуги» II степени (Указ Президента Украины № 373/2002 от 24 апреля 2002) — «за весомый личный вклад в законодательное обеспечение правоохранительной деятельности, высокий профессионализм»[106];
- Орден «За заслуги» III степени (Указ Президента Украины № 370/97 от 24 апреля 1997) — «за весомый личный вклад в укрепление законности и правопорядка, подготовку квалифицированных кадров для органов внутренних дел, активную общественную деятельность»[107];
- Юбилейная медаль «10 лет независимости Украины» (2001)[108];
- Юбилейная медаль «25 лет независимости Украины» (2016);
- Почётная грамота Верховной рады Украины[укр.] (2001);
- Почётная грамота Кабинета Министров Украины[укр.] (Постановление Кабинета Министров Украины № 553 от 23 апреля 2002) — «за значительный личный вклад в подготовку высококвалифицированных кадров для правоохранительных органов, многолетний плодотворный труд, активную научную деятельность»[109];
- Почётная грамота Президиума Верховного Совета УССР (Указ Президиума Верховного Совета УССР № 448-XII от 11 ноября 1990) — «за значительный личный вклад в укрепление законности и правопорядка и образцовое исполнение служебного долга»[110][111];
- Почётный сотрудник МВД Украины[укр.] (1999)[112];
- Почётное отличие МВД Украины «Рыцарь закона»[укр.] (1997)[113];
- Почётное отличие МВД Украины «Крест Славы»[укр.] (1998)[114];
- Почётное отличие МВД Украины «За развитие науки, техники и образования» (2002) I степени[115];
- Почётное отличие МВД Украины «За развитие науки, техники и образования» (1997) II степени[116];
- Орден преподобного Нестора Летописца III степени (2001)[117];
- Почётное звание «Почётный гражданин Харькова» (2003)[118][119];
- Почётное звание «Почётный гражданин Дергачёвского района» (1998)[46];
- Почётное звание «Почётный гражданин Харьковского района» (1999) — «за весомый вклад в социально-экономическое и культурное развитие района, активную общественную деятельность»[120];
- Почётное звание «Почётный гражданин города Дергачи» (1997)[108];
- Почётное звание «Почётный гражданин пгт. Солоницевка» (2000)[108];
- Почётное звание «Почётный гражданин с. Липцы Харьковского района» (1998)[46];
- Премия имения Ярослава Мудрого (2001)[121];
- Медаль 10 лет МВД Украины (2001)[121];
- Медаль «Ветеран труда» (1989)[122];
- Медаль «За боевое содружество» (Приказ министра внутренних дел Российской Федерации № 1035 от 27 ноября 2001) — «за укрепление и развитие сотрудничества между образовательными учреждениями МВД России и МВД Украины»[123];
- Медаль «200 лет МВД России»[124];
- Медаль «За миротворческую деятельность»[укр.] (2003)[125];
- Медаль «За доблестный труд. В ознаменование 100-летия со дня рождения Владимира Ильича Ленина» (1970)[116];
- Нагрудный знак «За особые заслуги» (Приказ начальника Управления государственной охраны Украины № 36 от 24 апреля 2003) — «за плодотворное сотрудничество, значительную помощь и содействие в деле обеспечения безопасности высших должностных лиц государства»[126].
- Включён в состав «Юридического Олимпа Украины 2002 года» в номинации «юрист правоохранительной сферы»[127].

В 2009 году ему было присвоено почётное звание «Почётный доктор Харьковского национального университета внутренних дел». Кроме того, имеет почётные степени и звания ряда университетов стран Европы, таких как Академия полиции Латвии, Высшей школы полиции Республики Польша, Академии полиции «Штефан чел Маре» МВД Молдовы, Академии управления МВД России.
Также был удостоен званий «Человек чести» и «Рыцарь чести».

## Семья
В 1958 году Александр Бандурка женился на Елене Афанасьевне Шпак (род. 1938). В браке у него родилось двое сыновей — Александр (род. 1959) и Сергей (род. 1965). У старшего сына две дочери — Ирина (род. 1983) и Елена (род. 1985), а у младшего — дочь Анна (род. 1987) и сын Сергей (род. 1994).
Его старший сын Александр имеет учёную степень доктора юридических наук и был профессором Межрегиональной академии управления персоналом, возглавлял налоговую администрацию Харьковской области и был заместителем председателя Харьковского областного совета, имеет звание генерал-лейтенанта милиции. Младший сын — Сергей, имеет звание полковника милиции (стал самым молодым полковником на Украине), работал в налоговой милиции. Внучка Ирина Бандурка является доктором юридических наук, работает (по состоянию на 2021 год) доцентом на кафедре уголовного права и криминологии в Харьковском национальном университете внутренних дел. Внучка Анна Бандурка является журналисткой, написала в соавторстве с дедом книгу «Україна очима українців».